# ジャリラバド県
ジャリラバド県(ジャリラバドけん、Cəlilabad)はアゼルバイジャン南東部のランカラン経済地区の県。
県都はジャリラバド。
2011年の人口は19万6500人。

## 地理
北から時計回りに
- ビラスヴァル県（英語版）
- ネフトチャラ県
- マサッル県
- ヤルディムリ県（英語版）
- イラン

に接する。

## 歴史
1930年8月8日、ソ連がアストラハンバザール県を設置した。
1964年7月2日、ジャリラバド県に改称した。

## 写真

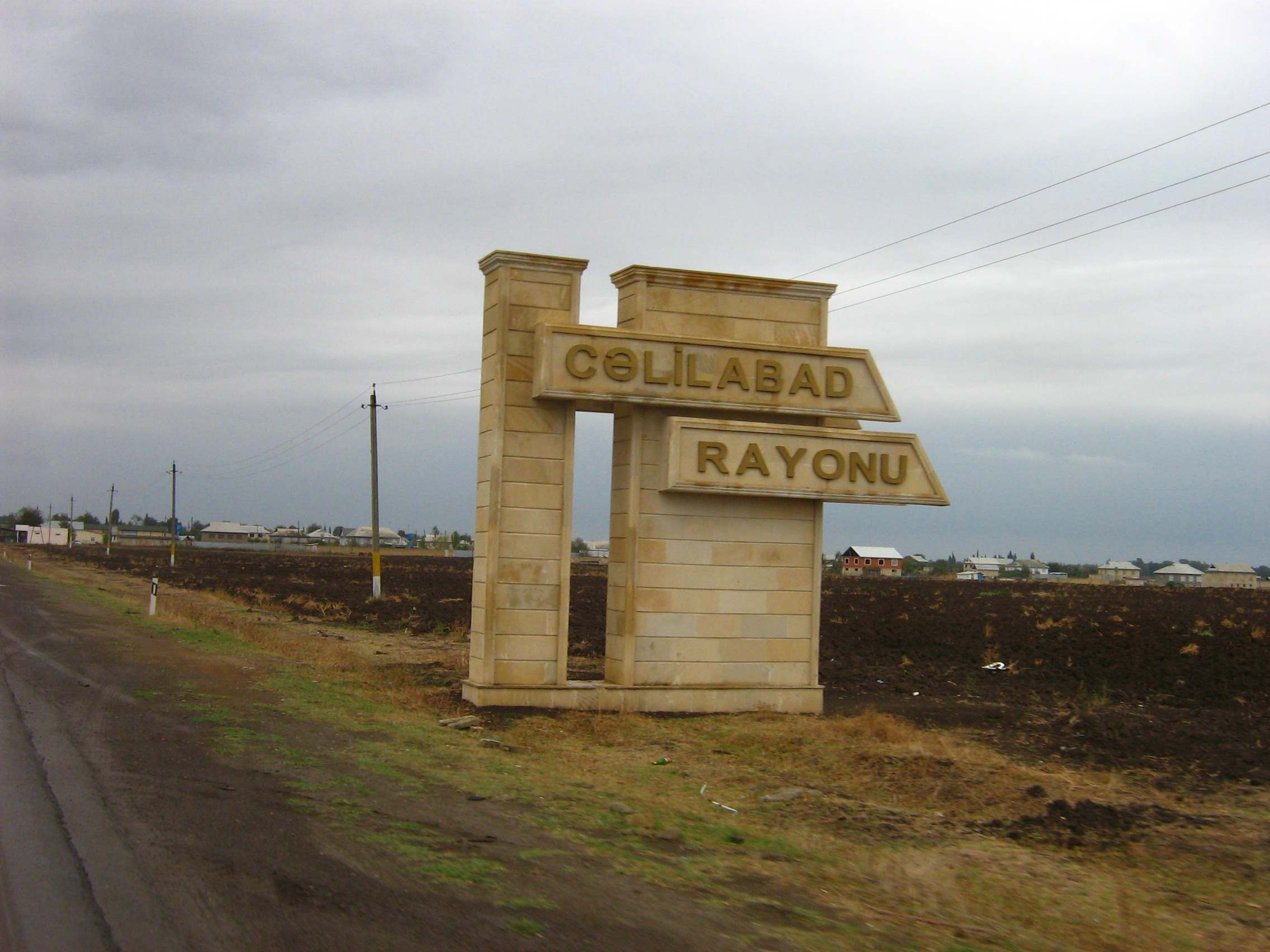
ジャリラバド県の入口の道路標識